# Иванов, Виктор Сергеевич
Виктор Сергеевич Иванов (22 декабря 1924 — 24 марта 1994) - участник Великой Отечественной войны, полный кавалер ордена Славы.

## Биография
Родился 22 декабря 1924 года в городе Орехово-Зуево (ныне Московская область) в семье рабочего. По национальности русский. Член КПСС с 1955 года. Окончил 7 классов. До войны был токарем на заводе.
В РККА с октября 1942 года. На фронте с января 1943 года. Сражался на Ленинградском фронте.
С 11 по 13 февраля 1944 года Иванов с подчиненными в районе реки Мустаеги у населенного пункта Куузику (Эстония) успешно отразил атаки противника, уничтожив при этом пятнадцать немецких солдат.
Приказом от 21 февраля 1944 года «за образцовое выполнение заданий командования в боях с немецко-фашистскими захватчиками» Иванов награждён орденом Славы 3-й степени (№ 18185).
Ведя разведку у населенного пункта Катери (севернее города Выборг), 28 июня 1944 года захватил в плен двоих пехотинцев и убил несколько вражеских солдат.
Приказом от 27 июля 1944 года «за образцовое выполнение заданий командования в боях с немецко-фашистскими захватчиками» награждён орденом Славы 2-й степени (№ 3168).
При форсировании реки Эмбах (река Эмайыги, Эстония) 17 сентября 1944 года, действуя в составе 190-го гвардейского стрелкового полка (63-я гвардейская стрелковая дивизия, 2-я ударная армия, Ленинградский фронт) в числе первых ворвался в опорный пункт врага и вместе со своим отделением убил до двадцати солдат противника, а пятерых захватил в плен. В дальнейшем бойцы участвовали в отражении трех вражеских контратак.
Указом Президиума Верховного Совета СССР от 24 марта 1945 года «за образцовое выполнение заданий командования в боях с немецко-фашистскими захватчиками» награждён орденом Славы 1-й степени (№ 2), став полным кавалером ордена Славы.
Участник Парадов Победы 1945, 1985 и 1990 годов.

В 1945 году демобилизован из рядов РККА. В городе Орехово-Зуево в 1955 году окончил строительный техникум, а в 1964 году — заочную специальную юридическую школу милиции. Работал в уголовном розыске Орехово-Зуевского ОВД.
С 1983 года — майор милиции В.С. Иванов в запасе, а затем в отставке. Жил в городе Орехово-Зуево, где и скончался 24 марта 1994 года.
22 декабря 1995 года в городе Орехово-Зуево на фасадной части административного здания Управления внутренних дел была торжественно открыта мемориальная доска с барельефом Иванова.

О фронтовой жизни и послевоенной работе в милиции В.С. Иванова рассказывается в книге Виктора Филатова "Утренний звонок" (см. сборник "По запутанному следу", Воениздат, 1983г.)

## Награды
- Орден Славы 1-й степени (24 марта 1945) — за образцовое выполнение заданий командования в боях с немецко-фашистскими захватчиками
- Орден Славы 2-й степени (27 июля 1944) — за образцовое выполнение заданий командования в боях с немецко-фашистскими захватчиками
- Орден Славы 3-й степени (21 февраля 1944) — за образцовое выполнение заданий командования в боях с немецко-фашистскими захватчиками
- Орден Отечественной войны 1-й степени (08.03.1945)
- Орден Отечественной войны 1-й степени (06.04.1985)
- Орден Отечественной войны 2-й степени (26.07.1943) изначально был представлен к ордену Красного Знамени[1]
- Орден Красной Звезды (20.09.1943) изначально был представлен к ордену Красного Знамени[2]
  - Медали СССР, в т.ч.:
  - «За отвагу» (25.01.1944) изначально был представлен к ордену Красного Знамени[3]
  - «За оборону Ленинграда» (01.06.1943)
  - «За Победу над Германией в Великой Отечественной войне 1941—1945 гг.»
  - «Ветеран труда»
  - «За безупречную службу» 1-й степени